# Grotte di Castro
Grotte di Castro là một đô thị ở tỉnh Viterbo trong vùng Latium của Ý, có cự ly khoảng 100 km về phía tây bắc của Roma và khoảng 35 km về phía tây bắc của Viterbo. Tại thời điểm ngày 31 tháng 12 năm 2004, đô thị này có dân số 2.915 người và diện tích là 39,3 km².
Grotte di Castro giáp các đô thị: Acquapendente, Gradoli, Onano, San Lorenzo Nuovo.